# Руснаци в Беларус
Руснаците са втората по големина национална група на територията на Беларус от средата на 20 век. Според преброяването през 2009 г. в страната живеят 785 хиляди руснаци, което представлява 8,26% от населението на републиката. Освен това те са обединени с основната националност – беларусите. След като руското население достига връх през 1989 г. (1,34 милиона, или 13,2%), делът и броят на етническите руснаци в страната непрекъснато намалява оттогава, докато рускоезичните такива нарастват. Характерна особеност на руското население на Беларус е доста разпръснатото му заселване в цялата страна с максимална концентрация в големите центрове. Прави впечатление също, че за разлика от Украйна, Казахстан и балтийските страни, в Беларус няма нито един град или регион, в който руснаците дават абсолютно или поне относително мнозинство от населението. Максималната концентрация на руснаци в Беларус се наблюдава в градовете Новополоцк и Полоцк (съответно 15% и 14%).

## Население по години
|  |